# Мам Тіам
Мам Тіам (фр. Mame Thiam, нар. 9 жовтня 1992) — сенегальський футболіст, нападник турецького «Кайсеріспора» та національної збірної Сенегалу.

## Клубна кар'єра
Народився 9 жовтня 1992 року. Ще в юнацькі роки потрапив до Італії, де грав за юнацьку команду «Реал Сан Марко», після чого змінив низку команд і врешті-решт опинився в академії «Інтернаціонале».
У дорослому футболі дебютував 2011 року виступами на умовах оренди за команду «Авелліно», в якій провів один сезон на рівні Лега Про Пріма Дівізіоне. Згодом на тому ж рівні ще протягом року захищав кольори «Зюйдтіроля».
2013 року залишив систему «Інтера», утім знайшов варіант продовження кар'єри в Італії, уклавши контракт з друголіговим «Віртус Ланчано». Рівнем гри, продемонстрованим у цій команді, привернув увагу селекціонерів «Ювентуса» і в липні 2015 року за 1,4 млн євро перейшов до туринського клубу.
Не входячи до найближчих планів тренерського штабу «Ювентуса», за декілька тижнів був відданий в оренду до бельгійського «Зюлте-Варегем». Згодом також на правах оренди провів по пів року в грецькому ПАОК та в «Емполі».
Повернувшись з останнього клубу до «Ювентуса», деякий час перебував у його розпорядженні, утім, за декілька місяців, у вересні 2017, отримав статус вільного агента. Поновив виступи на футбольному полі в лютому 2018 року як гравець іранського «Естеглала», звідки за пів року перейшов до еміратського «Аджмана», а влітку 2019 року опинився в Туреччині.
Першим турецьким клубом гравця став «Касимпаша», наступний сезон 2020/21 він вже проводив у «Фенербахче», після чого за півтора мільйона євро перебрався до «Кайсеріспора».

## Виступи за збірну
2020 року дебютував в офіційних матчах у складі національної збірної Сенегалу.
У складі збірної був учасником переможного для сенегальців Кубка африканських націй 2021 року, що проходив на початку 2022 року в Камеруні, де взяв участь в одній грі групового етапу.
| Дата      | Місто   | Господарі | Результат | Гості      | Турнір                                   | Голи | Примітки |
| --------- | ------- | --------- | --------- | ---------- | ---------------------------------------- | ---- | -------- |
| 9-10-2020 | Рабат   | Марокко   | 3 – 1     | Сенегал    | товариський матч                         | -    | 55'      |
| 30-3-2021 | Тієс    | Сенегал   | 1 – 1     | Есватіні   | Відбір до Кубка африканських націй 2021  | -    |          |
| 8-6-2021  | Тієс    | Сенегал   | 2 – 0     | Кабо-Верде | товариський матч                         | -    | 86'      |
| 14-1-2022 | Бафусам | Сенегал   | 0 – 0     | Гвінея     | Кубок африканських націй 2021 - 1-й етап | -    | 74'      |
| Усього    |         | Матчів    | 4         |            | Голів                                    | 0    |          |

## Титули і досягнення
- Переможець Кубка африканських націй: 2021